# Приютівська селищна рада
Прию́тівська се́лищна ра́да — адміністративно-територіальна одиниця та орган місцевого самоврядування в Олександрійському районі Кіровоградської області. Адміністративний центр — селище міського типу Приютівка.

## Загальні відомості
- Населення ради: 3322 особи (станом на 2015 рік)[1]

## Населені пункти
Селищній раді підпорядковані населені пункти:
- смт Приютівка

## Склад ради
Рада складається з 20 депутатів та голови.
- Голова ради: Лисенко Вікторія Анатоліївна
- Секретар ради: Завізіон Віта Михайлівна

### Керівний склад попередніх скликань
| Прізвище, ім'я, по батькові  | Основні відомості                                                | Дата обрання | Дата звільнення |
| ---------------------------- | ---------------------------------------------------------------- | ------------ | --------------- |
| Іванченко Юрій Миколайович   | Селищний голова, 1950 року народження, безпартійний              | 26.03.2006   | 31.10.2010      |
| Дюков Сергій Славович        | Селищний голова, 1975 року народження, освіта вища, безпартійний | 31.10.2010   | 13.12.2012      |
| Лисенко Вікторія Анатоліївна | Селищний голова, 1982 року народження, освіта вища.              | 15.12.2013   | 25.10.2015      |

Примітка: таблиця складена за даними сайту Верховної Ради України

### Депутати
За результатами місцевих виборів 2010 року депутатами ради стали:

#### За суб'єктами висування
| Суб'єкт висування | Кількість обраних депутатів | %  |
| ----------------- | --------------------------- | -- |
| Самовисування     | 11                          | 55 |
| Партія регіонів   | 9                           | 45 |

#### За округами
| № округу        | Прізвище, ім'я, по батькові     | Дата визнання обраним | Освіта  | Партійна приналежність       | Відомості про обраного депутата                                                               |
| --------------- | ------------------------------- | --------------------- | ------- | ---------------------------- | --------------------------------------------------------------------------------------------- |
| Партія регіонів |                                 |                       |         |                              |                                                                                               |
| 4               | Права Раїса Олександрівна       | 03.11.2010            | вища    | позапартійна                 | Користівська загальноосвітня школа І-ІІІ ст., вчитель                                         |
| 5               | Беспечний Руслан Євгенович      | 03.11.2010            | середня | позапартійний                | приватний підприємець                                                                         |
| 6               | Гуртовий Віктор Анатолійович    | 03.11.2010            | середня | позапартійний                | Олексанрійська дистанція колії ПЧ-11, оператор                                                |
| 7               | Акішін Юрій Леонідович          | 03.11.2010            | середня | позапартійний                | ЗАТ"Олександрійський цукровий завод", водій                                                   |
| 14              | Лисенко Вікторія Анатоліївна    | 09.04.2012            | вища    | позапартійна                 | Олександрійський міськрайонний суд, помічник судді                                            |
| 15              | Недобіткін Геннадій Олексійович | 03.11.2010            | вища    | позапартійний                | СТОВ «Ритм», директор                                                                         |
| 16              | Фірс Григорій Олексійович       | 03.11.2010            | середня | позапартійний                | ОКВП «Дніпро-Кіровоград», електромонтер                                                       |
| 19              | Бацман Людмила Василівна        | 03.11.2010            | середня | позапартійна                 | ЗАТ"Олександрійський цукровий завод", начальник бурякопункту                                  |
| 20              | Решетняк Сергій Іванович        | 03.11.2010            | середня | позапартійний                | ЗАТ"Олександрійський цукровий завод", начальник цеху механізації                              |
| Самовисування   |                                 |                       |         |                              |                                                                                               |
| 1               | Сорока Олена Іванівна           | 03.11.2010            | вища    | позапартійна                 | Користівська загальноосвітня школа І-ІІІ ст., вчитель                                         |
| 2               | Аноцький Олександр Вікторович   | 03.11.2010            | середня | позапартійний                | ДП ТОВ «Славія-Агро», директор                                                                |
| 3               | Самокрик Оксана Миколаївна      | 03.11.2010            | вища    | член Партії «Справедливість» | Користівська загальноосвітня школа І-ІІІ ст., заступник директора з навчально-виховної роботи |
| 8               | Ольховик Станіслав Романович    | 04.01.2011            | середня | позапартійний                | Олександрійська дистанції колії ПЧ-11, електромонтер                                          |
| 9               | Тацький Володимир Володимирович | 03.11.2010            | вища    | позапартійний                | Олександрійська дистанція коліїПЧ-11, майстер                                                 |
| 10              | Біленко Микола Михайлович       | 03.11.2010            | вища    | член Народної партії         | науково-виробнича фірма «Агросвіт», керуючий                                                  |
| 11              | Лещенко Тетяна Валентинівна     | 03.11.2010            | вища    | член Народної партії         | Цукрозаводський навчально-виховний комплекс, директор                                         |
| 12              | Мікулін Володимир Григорович    | 03.11.2010            | вища    | позапартійний                | ЗАТ"Олександрійський цукровий завод", головний енергетик                                      |
| 13              | Бугарь Юлія Миколаївна          | 03.11.2010            | вища    | член Народної партії         | Цукрозаводський навчально-виховний комплекс, заступник директора з виховної роботи            |
| 17              | Удод Андрій Миколайович         | 04.01.2011            | вища    | позапартійний                | Приютівська сільська рада, землевпорядник                                                     |
| 18              | Завізіон Віта Михайлівна        | 03.11.2010            | середня | позапартійна                 | тимчасово не працює                                                                           |